# Idia forbesi
Idia forbesi là một loài bướm đêm thuộc họ Noctuidae. Nó được tìm thấy ở Wisconsin tới Quebec, phía nam đến Florida và Texas.
Sải cánh dài khoảng 17 mm. Lài này có một thế hệ ở phía bắc và nhiều thế hệ ở phía nam.
Ấu trùng ăn cây rụng lá mùa đông, bao gồm lá chết.